# Gräsö socken
Gräsö socken i Uppland ingick i Frösåkers härad, uppgick 1952 i Öregrunds stad och 1967 i Östhammars stad och området ingår sedan 1971 i Östhammars kommun och motsvarar från 2016 Gräsö distrikt.
Socknens areal är 120,86 kvadratkilometer, varav 120,53 land. År 2000 fanns här 790 invånare.  Kyrkbyn Gräsö med sockenkyrkan Gräsö kyrka ligger i socknen.  

## Administrativ historik
Gräsö kyrksocken, som åtminstone från 1641 varit kapellförsamling under ”Börstils socken”, avskildes därifrån 1846. Först i 1871 års jordebok infördes den som särskild jordebokssocken. Då överfördes (kameralt) från Börstil följande byar: Gräsö, Nordangärde, Västerbyn, Österbyn, Ormön, Sladdarön, Vigga, Mörtarö, Norrboda, Söderboda och Vässarön.
Vid kommunreformen 1862 övergick socknens ansvar för de kyrkliga frågorna till Gräsö församling och för de borgerliga frågorna till Gräsö landskommun. Landskommunen inkorporerades 1952 i Öregrunds stad som 1967 uppgick i Östhammars stad  som 1971 ombildades till Östhammars kommun, då också området övergick från Stockholms län till Uppsala län. Församlingen uppgick 2002 i Öregrund-Gräsö församling.
1 januari 2016 inrättades distriktet Gräsö, med samma omfattning som församlingen hade 1999/2000.  
Socknen har tillhört län, fögderier, tingslag och domsagor enligt vad som beskrivs i artikeln Frösåkers härad. De indelta båtsmännen tillhörde Norra Roslags 1:a båtsmanskompani.

## Geografi
Gräsö socken omfattar ön Gräsö och flera öar däromkring som Örskär, Rävsten, Högsten, Vässarön, Ormön, Enholmen och Sladdarön. I väster ligger Öregrundsgrepen och i öster  Södra Kvarken. Socknen består av skogbevuxna öar och kala skär där viss odlingsbygd finns på huvudön.
Största ort är Gräsö kyrkby, vilken är belägen mitt emot Öregrund, dit det finns förbindelse med färja. Bland övriga småorter längre norrut på ön kan nämnas Klockarboda, Söderboda och Norrboda. Längst i norr på huvudön ligger Örskärssund, dit avståndet är 22 km från färjeläget vid kyrkbyn. Längst i nordost ligger Grundkallens fyr.

## Fornlämningar
Från järnåldern finns drygt 55 gravar på ett gravfält.

## Namnet
Önamnet skrevs 1490 Gräsö och betyder 'den gräsbevuxna ön'.